# Pine Rock Township
Die Pine Rock Township ist eine von 24 Townships im Ogle County im Norden des US-amerikanischen Bundesstaates Illinois.

## Geografie
Die Pine Rock Township liegt im Norden von Illinois rund 140 km westlich von Chicago. Die Grenze zu Wisconsin verläuft rund 70 km nördlich; der Mississippi, der die Grenze zu Iowa bildet, befindet sich rund 85 km westlich.
Die Pine Rock Township liegt auf 41°58′51″ nördlicher Breite und 89°13′25″ westlicher Länge und erstreckt sich über 98,9 km².
Die Pine Rock Township liegt im südöstlichen Zentrum des Ogle County und grenzt im Norden an die Marion Township, im Nordosten an die White Rock Township, im Südosten an die Flagg Township, im Süden an die LaFayette Township, im Südwesten an die Taylor Township, im Westen an die Oregon-Nashua Township und im Nordwesten an die Rockvale Township.

## Verkehr
Durch die Township führt die in West-Ost-Richtung verlaufende Illinois State Route 64. Alle weiteren Straßen sind County Highways sowie weiter untergeordnete und zum Teil unbefestigte Fahrwege.
In südost-nordwestlicher Richtung verläuft durch die Pine Rock Township eine Eisenbahnlinie der BNSF Railway, die von Chicago nach Westen führt.
Der nächstgelegene Flugplatz ist der rund 20 km südöstlich der Township gelegene Rochelle Municipal Airport; der nächstgelegene größere Flughafen ist der rund 30 km nordnordöstlich gelegene Chicago Rockford International Airport am südlichen Stadtrand von Rockford.

## Bevölkerung
Bei der Volkszählung im Jahr 2010 hatte die Township 4909 Einwohner. Neben Streubesiedlung gibt folgende (gemeindefreie) Siedlungen:
- Chana
- Honey Creek1
- Paynes Point

1 – teilweise in der Oregon-Nashua Township